# Нугурія

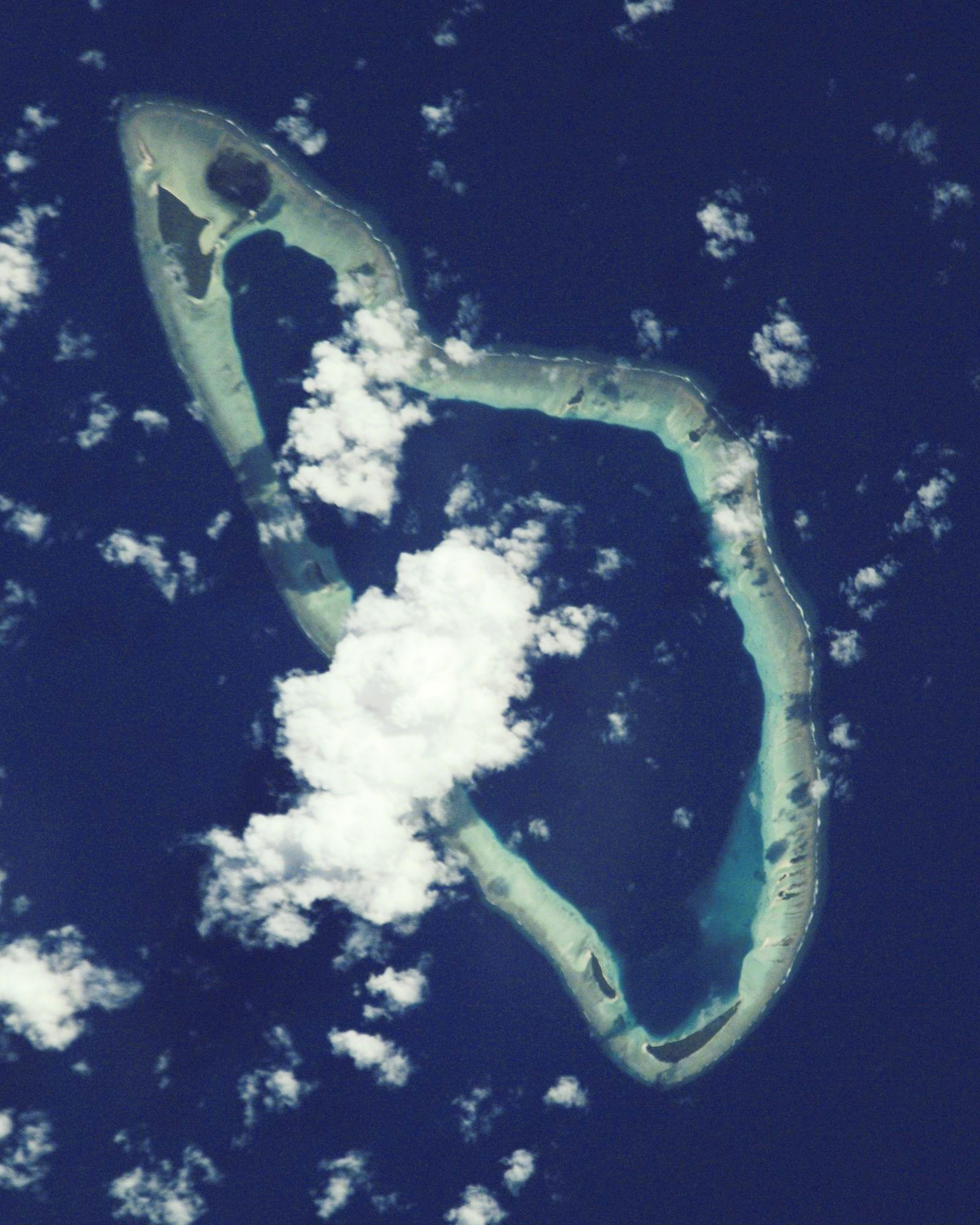
Знімок NASA атолу Малум, північного та меншого атолу групи

Нугурія або острови Нугурія, також відомі як острови Абгарріс або острови Феад , — меланезійські віддалені острови, що належать Папуа Новій Гвінеї. Знаходиться приблизно за 50 км від північного краю острова Бука в автономному регіоні Бугенвіль і складаються з двох близько розташованих атолів .

## Зовнішні посилання
- [Oceandots page on  the Islands у Wayback Machine (арх. 23 грудня 2010)]